# 施內山鐵路
施內山鐵路（德語：Schneebergbahn）是奧地利仍營運中的三家齒軌铁路之一，由下奥地利州施內山麓普赫貝格至施內山山顶下方的高原；施內山標高2,076（6,811英尺），是下奥地利最高的山峰。
本路路線長9.85公里，轨距为1,000毫米（3英尺3+3⁄8英寸） ，採用Abt齒軌鐵路，以攀爬高達1,208（3,963英尺）的落差。

## 历史
19世纪下半叶旅游业兴起，城市居民尋求靠近维也纳的觀光點。施內山區與其它維也納附近山區（Vienna Hausberge）和拉克斯山區很快成为维也纳富裕居民和乡村爱好者的避暑胜地。 施內山铁路由里奥·阿诺迪（Leo Arnoldi）设计，建于1895年至1897年之间，于1897年开始營運。本路分为两个部分：從维也纳新城（Viener Neustadt）到普赫贝格（Puchberg）的普通鐵路，及从普赫贝格開始的的齒軌登山鐵路。

## 所有权

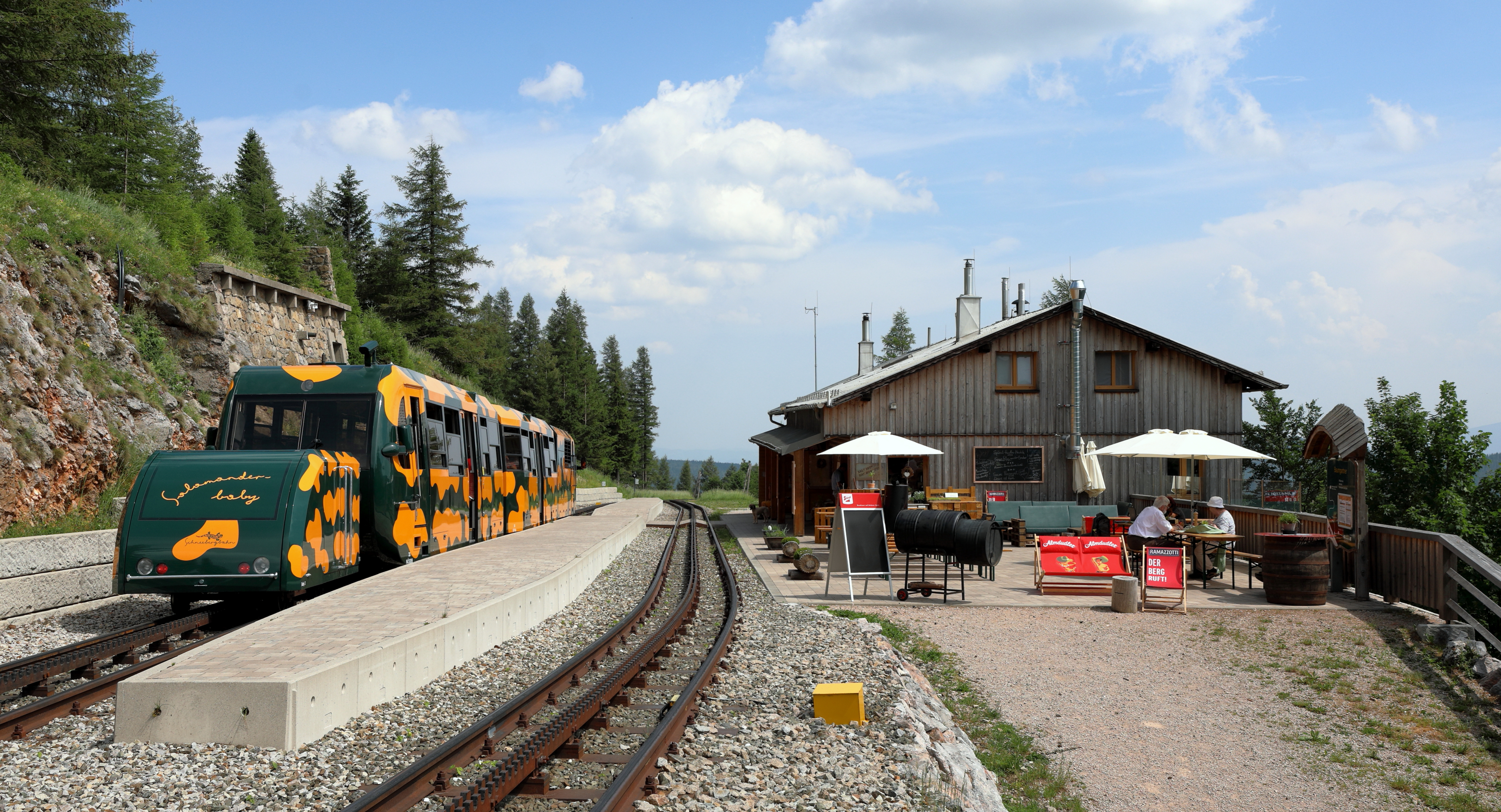
鲍姆加特纳站的柴油机车

本路最初由阿諾迪（Arnoldi）公司經營（大股东是柏林的銀行），但由於經濟問題，於1899年由維也納埃斯旁鐵路公司（AG der Eisenbahn Wien–Aspang，EWA）接管。從1937年開始改歸BBÖ（BundesbahnÖsterreich ，奥地利联邦铁路；如今的ÖBB（奥地利联邦铁路）的前身）。 1940年以後鐵路國有化，一直持續到1990年代。奧地利聯邦鐵路宣布無法維持現有的服務，故在1996年成立了獨立營運的下奧地利州施內山鐵路公司（Niederösterreichische Schneebergbahn GmbH ），由下奥地利州與ÖBB分別擁有50％的股份。本路最初使用蒸汽机车，自1999年起也使用現代化的柴油機車。